# TVB8
TVB8是香港電視廣播（國際）有限公司擁有的一條以國語廣播為主而經營的衛星頻道，該頻道主要以每日播放娛樂、資訊、音樂及戲劇節目。
於1998年12月7日，電視廣播（衛星）有限公司成立，是唯一一個為進軍海外中文衛星電視市場，以國語廣播為主的頻道開播，該頻道及同屬的星河頻道獲中華人民共和國國家廣播電影電視總局批准在中國大陸境内落地收看。
TVB8同時正式在亞洲、歐洲、非洲及澳洲等地區播放。
該頻道曾舉辦的活動有：全球華人新秀歌唱大賽及TVB8金曲榜頒獎典禮等。
該頻道已於2018年9月1日完全停播。

## 歷史與發展
- 2006年9月8日，正式落地香港，觀眾可以透過無綫收費電視及now TV分別使用15頻道及815頻道收看。

- 2013年4月1日，無綫網絡電視部分頻道號碼正式更改，其中該頻道將使用原有的第15頻道更改為現有的第20頻道。

- 2017年6月1日，本頻道因無綫網絡電視交還收費牌照而於香港衛星收視平台停播，now TV和海外衛星電視客戶則不受影響。於無綫網絡電視停播前最後一個節目為「黃承暉謝敏瑜安息禮拜」。TVB未如其他收費頻道般安排myTV SUPER接手繼續播放本頻道。

- 2018年1月21日萬千星輝頒獎典禮2017，最佳男主角得主王浩信發表得獎感言表示自己在人生低潮時加入TVB8主持音樂節目，言談間說到「可能TVB8都會好快離開大家」，為本頻道的去留透露端倪。

- 2018年7月，隨TVB裁減TVBI資源，now TV將於8月15日正式停播此頻道，同時TVB Anywhere以及亞太6號衛星亦會於9月1日停播此頻道。

- 2018年8月15日0時0分，now TV正式停播TVB8，於now TV停播前最後一個節目為「女婿們的戰爭#49」。同时TVB Anywhere以及亞太6號衛星版本在播出画面左侧固定显示：“TVB8频道将于2018年9月1日零时零分起停止广播。感謝各位觀眾多年來對TVB8的支持”。[1]

- 2018年9月1日，TVB8全面停播，TVB8官方網站於2018年8月31日停止服務，TVB8的亞太地區停播前最後一個節目為「隨意煮」，告别卡为“TVB8頻道已於2018年9月1日起停止廣播 感謝各位觀眾多年來對TVB8的支持 祝 生活愉快！”畫面。[1]而美國版則停播前最後一個節目為「文化中國#1040」。

## 節目
以下所有節目均以亞太版本為準：

### 自製節目（由製作）
- 娛樂最前線（與TVB星河頻道同步）（已停止同步播放）
- 氣象報告（與TVB星河頻道同步）（已停止同步播放）
- 超級樂壇全接觸（已停止播放）
- 超級樂壇推薦歌（已停止播放）
- TVB8金曲榜（已停止播放，2018年1月2日为最后一期）
- 情迷TVB戲劇之王（已停止播放）

### 由香港無綫電視製播的節目
以下所有由香港無綫電視製播的節目，除特別註明外，均已配上國語發音。
- 水之源
- 向世界出發
- 同事三分親
- 開心華之里
- 衝上雲霄
- 樂遊約克郡
- 甜姐兒
- 廉遊韓國
- 吾湯吾水
- 天賜良源
- 近廚得食
- 和味無窮
- 浪遊愛爾蘭
- 回鄉
- 台灣闖蕩
- 廣州闖蕩
- 上海闖蕩
- 最佳男主角
- 最佳女主角

### 外購節目
| 節目名稱                       | 節目類型 / 備                                     |
| ------------------------------ | ------------------------------------------------- |
| 歡喜來逗陣                     |                                                   |
| 型男大主廚                     |                                                   |
| 世界那麼大                     | 旅遊節目                                          |
| 水果冰淇淋                     | 公共電視節目，於2003年播出                        |
| 文化中國                       |                                                   |
| 薰衣草                         |                                                   |
| 韓國音樂流行榜 Pops in Seoul   | 音樂節目 本節目僅以英語原音廣播並提供繁體中文字幕 |
| 泰好聽•泰好玩 Sawasdee Station | 音樂節目 本節目僅以英語原音廣播並提供簡體中文字幕 |
| 魔女18號                       |                                                   |
| 1001個真相                     |                                                   |
| 金太狼的幸福生活               |                                                   |
| 左右時尚                       |                                                   |
| 愛情兩好三壞                   |                                                   |
| 愛玩客                         |                                                   |
| 我要上春晚                     |                                                   |
| 你是我的命運                   | 亞洲電視率先首播                                  |
| 寶石拌飯                       |                                                   |
| 風吹好日子                     |                                                   |
| 逆轉女王                       |                                                   |
| 享受人生                       |                                                   |
| 創藝.遊                        |                                                   |
| 浩克慢遊                       |                                                   |
| 惡作劇之吻                     |                                                   |
| 帶你去吃風                     |                                                   |
| 小爸媽                         |                                                   |
| 為她而戰                       |                                                   |
| 大貓兒追愛記                   |                                                   |
| 不得不愛                       |                                                   |
| 仙履奇緣                       |                                                   |
| Go Go 捷運                     |                                                   |
| 愛玩客之移動廚房               |                                                   |
| 開心揹包遊                     |                                                   |
| Go Go 玩樂王                   |                                                   |

## 各地版本播放
在兩個地區播放三個不同版本的節目，三個版本分別為亞太標清版、亞太高清版、美國版，曾在台灣播放台灣版。
亞太標清版除了在香港透過無綫網絡電視、now寬頻電視收看之外，同時在澳洲透過翡翠互動電視、中國大陸、新加坡透過星和視界、馬來西亞透過unifi TV、印尼、越南和澳門透過澳門有線電視收看，該版本從啟播至2010年6月30日在馬來西亞可透過Astro使用第313頻道（啟播初期曾使用第33頻道更改）收看，後可馬來西亞透過unifi TV IPTV在第154頻道 (後為208和234頻道頻道) 收看，台灣天外天有線電視曾在2001年上架亞太標清版；亞太高清版目前只在亞太六號衛星上作試播，尚無任何地區落地；美國版從啟播至2012年11月18日在美國曾透過DIRECTV使用第2058頻道收看，同日在美國透過Dish Network使用第9938頻道收看。台灣版從啟播之日起透過中華電信MOD使用第40頻道收看。
亞太標清版的節目編排時間以香港時間為準，播放地區亦同時在香港、澳門、新加坡、馬來西亞、印尼、中國大陸、越南和澳洲收看，該版本與美國版本所播放的節目內容不同，亞太版本除了部分時間播放自製節目之外，其餘時間播放香港無綫電視所製播的旅遊、飲食、生活消閒、紀實和資訊節目及處境劇集，以及外購劇集及綜藝娛樂、旅遊、飲食、音樂、生活消閒、時尚、紀實和資訊節目。
目前正在試播的亞太高清版於2013年4月12日開始在亞太6號衛星上斷斷續續的進行試播，具體的開播時間、播出方式以及覆蓋地區未知。此頻道由翡翠東方（TVBC）運營。
美國版的節目編排時間以西岸為準，播放地區亦同時僅在美國收看。與亞太版本所播放的節目內容不同，美國版本除了部分時間播放自製節目之外，其餘時間播放香港無綫電視所製播的劇集及旅遊、飲食、生活消閒、紀實和資訊節目、以《明珠新聞》作為節目名稱而播放的明珠台節目《七點半新聞報道》（本節目僅以英語原音廣播並提供英文字幕）、由myTV SUPER製作而以國語廣播播放的《娛樂新聞報道》以及由神州新聞台所提供的中國大陸各地電視台新聞（以《神州新聞》作為節目名稱）和節目《文化中國》，還有在美國當地製作而播放的《美國新聞》和《財經新聞》。
台灣版由TVBS營運，屬於联意制作股份有限公司（TVBS）的家族頻道之一，亦是TVBS的第一个高清綜合頻道。原定2013年6月17日開播，後延到2013年7月8日中午12點在中華電信MOD第40頻道開播。該版本以播放TVBS自制的綜藝節目與香港無綫電視的港劇為主，亦會少量播放來自香港TVB8的自制節目以及來自香港TVB的非劇集類節目。台灣版於2017年8月3日停播，並變更為TVBS精采台。

## 外部連結
- 電視廣播(美國)有限公司 - TVB(USA)（页面存档备份，存于）（繁體中文）（英文）
- TVB8 - TVB I（页面存档备份，存于）（繁體中文）
- http://imgur.com/KjFRLyZ （页面存档备份，存于）